# Spearman (Teksas)
Spearman je grad u američkoj saveznoj državi Teksas. Prema popisu stanovništva iz 2010. u njemu je živjelo 3.368 stanovnika.